# Polycarena capillaris
Polycarena capillaris là một loài thực vật có hoa trong họ Huyền sâm. Loài này được (L. f.) Benth. miêu tả khoa học đầu tiên.